# 산드라 레흐티넨

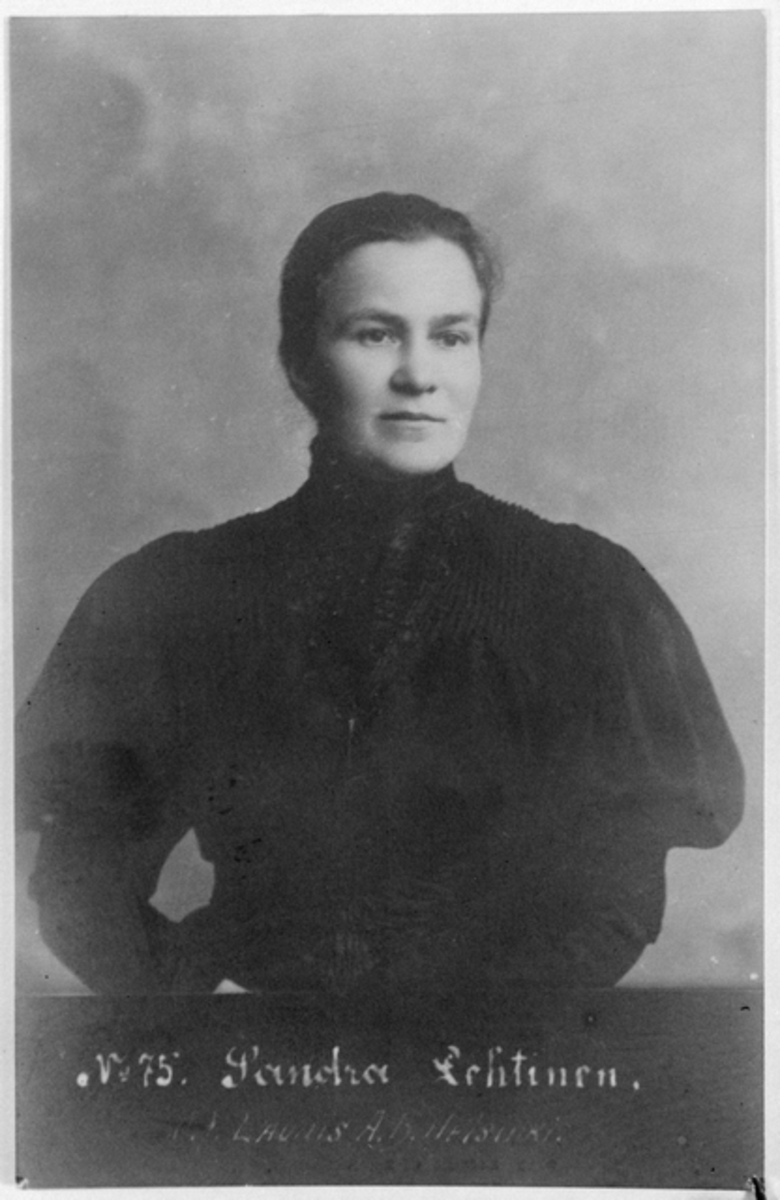

알렉산드라 "산드라" 레흐티넨(Aleksandra "Sandra" Lehtinen: 1873년 7월 1일 파리칼라-1954년 9월 5일 헬싱키)는 핀란드의 정치인이다. 1907년-1909년 해메 북부 선거구에서 핀란드 사회민주당 소속으로 의원을 역임했다. 남편 유시 레흐티넨도 의원을 역임했다.
1903년 이전까지 헬싱키, 오울루에서 하녀 및 재봉사로 일했다. 이후 사회민주당에서 대변인, 조직가로 활동했다. 1929년-1932년에 정치범으로 수감되었다.
1933년에서 1945년 사이에는 소련에서 지냈다. 핀란드로 돌아온 뒤 1954년 헬싱키에서 사망. 향년 81세.